# Antoine Clériade de Choiseul-Beaupré
Antoine Clériade de Choiseul-Beaupré (ur. 28 września 1707 w Daillecourt, zm. 7 stycznia 1774 w Gy) – francuski duchowny katolicki, kardynał, arcybiskup Besançon, członek Akademii Stanisława w Nancy od 1751 roku.

## Życiorys
Pochodził z arystokratycznego rodu. 17 marca 1755 został wybrany arcybiskupem Besançon, którym pozostał już do śmierci. 1 kwietnia 1755 przyjął sakrę z rąk swojego stryja arcybiskupa Gabriel-Florenta de Choiseul (współkonsekratorami byli biskupi Claude-Antoine de Choiseul-Beaupré i Louis François de Vivet de Montelus). 23 listopada 1761 Klemens XIII wyniósł go do godności kardynalskiej. W 1769 nie brał udziału w konklawe wybierającym Klemensa XIV.